# 长滩办事处
长滩办事处，是中华人民共和国湖北省荆门市京山市下辖的一个乡级行政区，隶属于屈家岭管理区。

## 行政区划
长滩办事处下辖以下地区：
长滩社区、徐洼村、四八村、潘畈村、盖畈村、叶坡村、龙潭村和茶林村。